# Simulfix
Simulfix is de benaming voor een of enkele fonemen - meestal klinkers - die als vervanger van een of enkele andere fonemen in een vrij morfeem dienen. Ze vervullen hiermee de functie van een affix, doordat ze een secundaire betekenis aan het grondwoord toevoegen. 
In feite betreft het hier geen echte affixen, maar plaatsvervangende klanken met een vergelijkbare functie. Klinkerharmonie speelt een grote rol bij het vormen van simulfixen. Simulfixen liggen aan de basis van de verschijnselen umlaut en ablaut.
In de West-Germaanse talen worden alle sterke werkwoorden met behulp van simulfixen vervoegd. In sommige talen zoals het Duits, Limburgs en Bretons spelen simulfixen daarnaast een centrale rol in de meervoudsvorming, al dan niet in combinatie met een meervoudssuffix:
- der Mann → die Männer (Duits: "de man → mannen")
- die Tochter → die Töchter (Duits: "dochter → dochters")
- waord → wäörd (sommige Limburgse dialecten: "woord → woorden")
- troad → treid (Bretoens: "voet → voeten")

Het Engels kent nog enkele meervouden met een simulfix van vóór de grote klinkerverschuiving, zoals man→ men ("man/mannen") en tooth → teeth ("tand/tanden"). Ook in het Nederlands komt dit nog in de volgende gevallen voor:
- stad → steden
- lid → leden
- smid → smeden
- -heid → -heden
- schip → schepen